# マイソール戦争

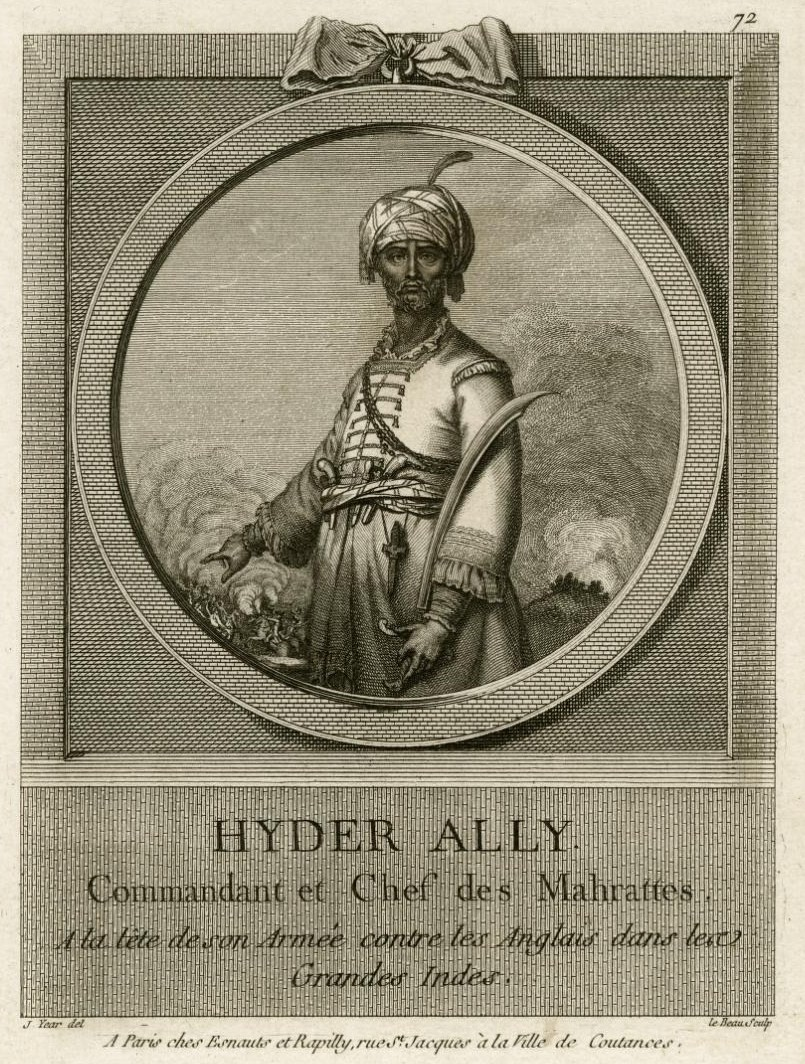
ハイダル・アリー

マイソール戦争（マイソールせんそう、タミル語：ஆங்கிலேய-மைசூர்ப் போர்கள், マラヤーラム語：ആംഗ്ലോ-മൈസൂർ യുദ്ധങ്ങൾ , 英語：Anglo-Mysore War）は、18世紀後半、4度に渡って南インドのマイソール王国とイギリス東インド会社との間で行われた戦争である。

## 概要
第一次、第二次戦争はマイソール王国のハイダル・アリーとティプー・スルターンの父子に率いられたマイソール軍がイギリスに対して優位を保っていた。
しかし、第三次戦争ではマイソール王国は諸勢力と連携を保てず、逆にイギリスと連携させてしまうこととなり、劣勢となった。第四次戦争において、ティプー・スルターンがシュリーランガパトナの総攻撃で死亡し、マイソール戦争は終結した。
- 第一次マイソール戦争（1767年 - 1769年）
- 第二次マイソール戦争（1780年 - 1784年）
- 第三次マイソール戦争 （1789年あるいは1790年 - 1792年）
- 第四次マイソール戦争（1798年 - 1799年、あるいは1799年のみ）

## 領土の変遷

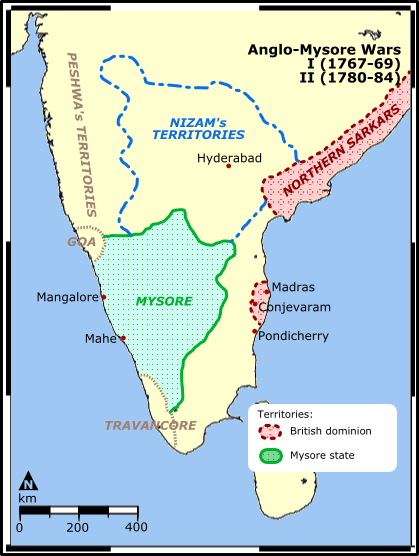
第一次、第二次戦争での領土の変遷
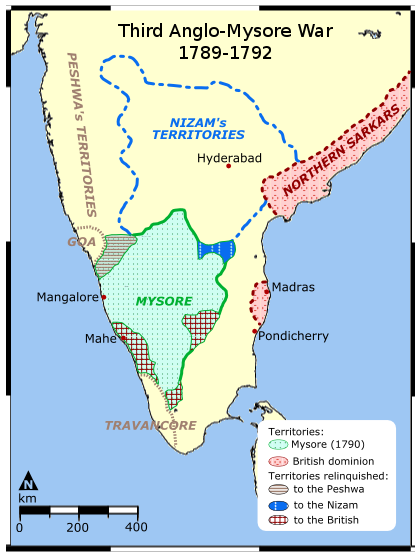
第三次戦争での領土の変遷
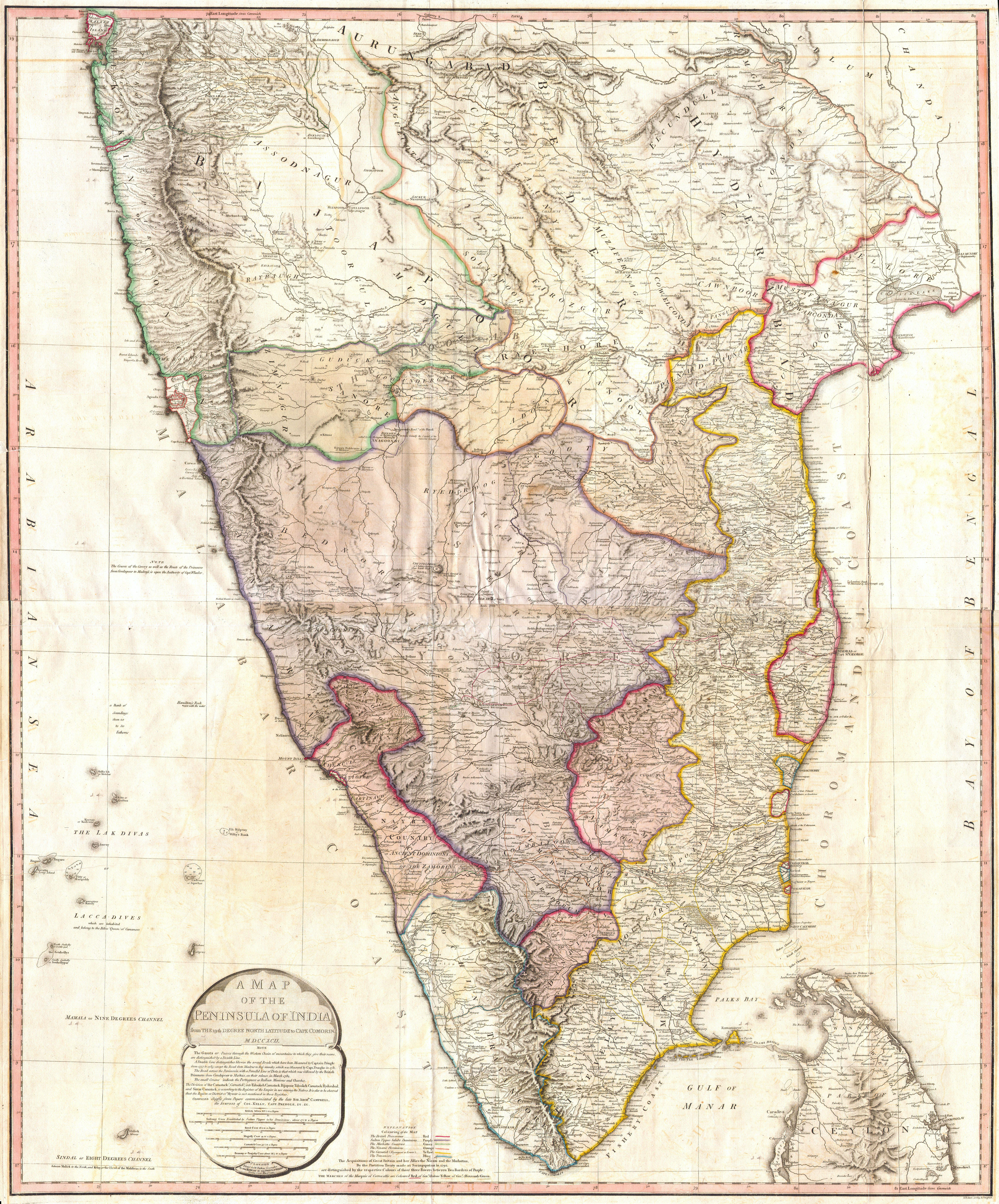
1793年の南インド
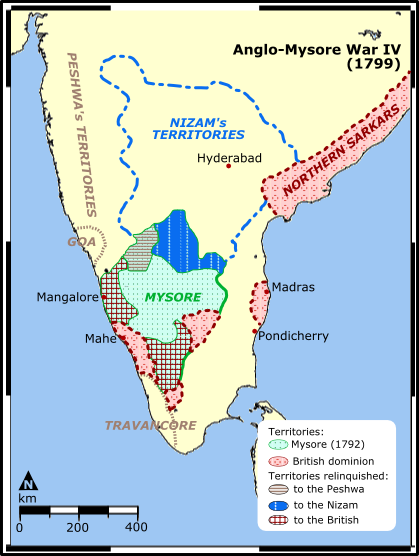
第四次戦争での領土の変遷

## 影響・評価
ハイダル・アリー、ティプー・スルターンは大同団結を唱えて周囲の国々と巧みに連携し、近代化を推し進めていたマイソール王国は、イギリスのインドにおける最大の敵であったといっても過言ではない。
この戦争が終わると、イギリスはインドのさらなる植民地支配に乗り出すことになるが、インドの人々にも少なからずこのような思想は受け継がれ、やがての独立運動の原動力の一部となったことは間違いない。

## エピソード

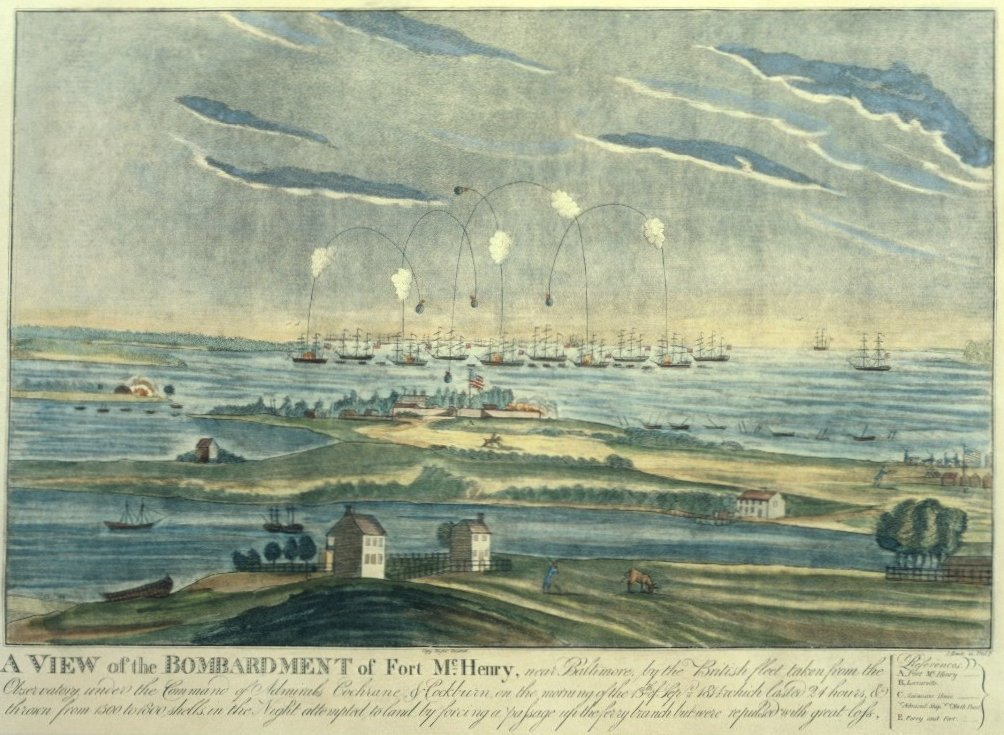
米英戦争で海上からロケットを打ち込むイギリス艦: 1814年

一連の戦役で、マイソール軍はロケット兵器（巨大なロケット花火の様な形状だった）を大量に使用した事で有名になった。
このロケットは、大型の物はロケットランチャー様の発射台から、小型の物は“ロケット・マン”と呼ばれる兵士の手で放たれ、最大1kmにも及ぶ飛距離を超えて敵陣に打ち込む事ができた。着地すると巨大な安定棒が回転しながら周囲の兵士を撲殺したり、炸薬を詰めて榴弾の代替とする兵器だったが、不正確で射程の短かった当時の大砲に比べて遜色の無い威力を有しつつ、軽便に取り扱えた。
ロケットによって大きな損害を受けたイギリスは、マイソール製ロケットを改良したコングリーヴ・ロケットを開発し、その後のナポレオン戦争などで多用した。
米英戦争においても、イギリス軍は多数のロケットを使用したが、この時の空を紅に染めて飛ぶロケットの姿が、米国国歌の歌詞中に“"And the rockets’ red glare, the bombs bursting in air".”として刻まれている。
また、日本における最後の内戦となった西南戦争に際して、コングリーヴ・ロケットを輸入して国産化を試行していた記録が、防衛省防衛研究所所蔵の陸軍省・海軍省の文書として残されている。